# Unerus postpositus
Unerus postpositus är en insektsart som beskrevs av Rauno E. Linnavuori 1959. Unerus postpositus ingår i släktet Unerus och familjen dvärgstritar. Inga underarter finns listade i Catalogue of Life.